# Java Server Pages
JSP eller Java Server Pages är en Java-teknik som används för att dynamiskt skapa svar från en webbserver. Oftast skapas HTML, XHTML eller andra typer av webbsidor.
En JSP-sida kompileras av en JSP-kompilator till en servlet. Detta kan ske automatisk av en servletmotor som till exempel Tomcat.